# جورج جورجیو (بازیکن فوتبال)
جورج جورجیو (انگلیسی: George Georgiou؛ زادهٔ ۱۹ اوت ۱۹۷۲) بازیکن فوتبال است.
از باشگاه‌هایی که در آن بازی کرده‌است می‌توان به باشگاه فوتبال فولام اشاره کرد.